# Elij iz Koštabone
Blaženi Elij iz Koštabone (Elio, sv. Helio), krščanski diakon, misionar, pridigar in rimski mučenec, * ?, Koštabona (tedaj Castrum Bonae), † 18. julij 56 Koper (tedaj Aegida), velja za zavetnika mesta Koper, koprske škofije ter Istre. 

## Življenje in delovanje
Po pisnih virih tako koprske kot tržaške škofije ter ustnem izročilu, naj bi se blaženi Elij v 1. stoletju n.št. rodil v Koštaboni, po rodu pa naj bi njegova družina izvirala iz Oprtalja (tedaj Castrum Portolensis).
V Ogleju (Aquieia) naj bi ga prvi oglejski škof Mohor dobrodušno sprejel in mu kot misionarju zaupal celotno ozemlje Istre, zlasti pa nalogo, da bi prebivalci Aegide prenehali častiti rimsko boginjo Palado in sprejeli krščanstvo. Kot učinkovit pridigar je s svojim svetniškim življenjem ter neoporečnim ravnanjem dajal zgled drugim in jih uspešno spreobrnjeval. Ni povsem znano, na kakšen način je Elij umrl mučeniške smrti, bržkone pa je šlo za preganjanje v obdobju vladavine cesarja Nerona. Elij je umrl 18. julija 56 in naj bi bil sedaj pokopan v grobnici koprske stolnice.
Ta del besedila je povzet po Cerkvenem krajepisu (Corografia ecclesiastica o sia descrittione della città e della diocesi di Giustinopoli detto volgarmente Capo d’Istria) (COBISS), ki ga je leta 1700 v Benetkah izdal koprski škof Paolo Naldini. Že pred njim naj bi v okviru zgodnjekrščanske zgodovine Istre, o blaženemu Eliju pisal slovenski duhovnik, zgodovinar in teolog Janez Ludvik Schönleben (1618–1681).

## Pomen in zapuščina
Na blaženem Eliju in njegovem misijonskem delovanju temelji povezanost istranov s krščanstvom, podobno kot na legendarnem kralju Histrov Epulonu (tudi Epulo, Epulone ali Aepulo), ki je vladal med letoma 181 pr. n. št. in 177 pr. n. št., sloni zgodovinska istrska identiteta.

## Češčenje/običaji
Od 16. stol. v Kopru častijo blaženega Elija (Elio), ki naj bi bil doma v Koštaboni. Izvor češčenja njegovega groba (v koprski stolnici) je nejasen, ohranja pa se v zavesti istranov.

Tako kot največji starozavezni prerok zelo podobnega imena Elija, ki je priklical dež in s tem izpričal, da je Bog resničen (1 Kr 18),  naj bi bil tudi blaženi Elij priprošnjik za dež. Zato so se preprosti Istrani ob suši v istrobeneškem narečju nanj obračali z besedami: Sant’Eleîa, che fivi ca nu piovo? Le gierba ‘nde se sica, ki pigure ‘nde moro! (Sveti Elij, kaj delate, da ne dežuje? Trava se suši, ovce nam umirajo!)

### Elijevi dnevi v Koštaboni
Vsako leto v Koštaboni potekajo že tradicionalni Elijevi dnevi, ki jih družno organizirajo istrsko društvo Helium Diacon Castrum Bonae, Kulturno društvo Alojz Kocjančič, vaška skupnost Koštabona in Župnija Krkavče - podružnica Koštabona. Dnevi so del praznovanja »Praznična Koštabona«, ki obsega tudi druženje »Istra gude eno kanta«, z nastopi različnih skupin in izvajalcev. Sestavni del Elijevih dnevov je tudi praznična procesija in bogoslužje v eni od tamkajšnjih podružničnih cerkva, pa tudi počastitev blaženega v koprski stolnici.

## Cerkve
- blaženemu Eliju (ki ga ne gre zamenjevati z starozavezim prerokom Elijo) je posvečena podružnična cerkev v rodni Koštaboni;
- med Izolskimi vrati in Bošadrago, v središču Kopra, se v bližini stolnice nahaja t.i. rotunda blaženega Elija (tudi rotunda Marijinega vnebovzetja) iz 11. stoletja, nekdanja krstilnica, ki velja za najstarejšo zgradbo v mestu.[6][7][8]

### Postavitev obeležja v čast blaženemu Eliju
Zgodba o blaženem Eliju je del antične zgodovine Kopra in tudi Istre. Ideja, da bi zavetnika Kopra počastili z obeležjem, je v Koštaboni vzklila že pred 18 leti. Slikar in grafik Zvest Apollonio je manjšo skulpturo izdelal leta 2008, po njegovi smrti pa je Mestna občina Koper projekt izdelave večjega obeležja umestila v svoj participativni proračun. Svete maše in slovesne otvoritve obeležja se je 18. julija 2025 udeležila predstavnica občinske uprave, obeležje blaženega Elija pa je blagoslovil koprski škof Peter Štrumpf.